# Monacia-d’Orezza
Monacia-d’Orezza település Franciaországban, Haute-Corse megyében. Lakosainak száma 24 fő (2022. január 1.). Monacia-d’Orezza Piazzole, Parata, Piedicroce, Rapaggio, Stazzona, Valle-d’Orezza és Velone-Orneto községekkel határos.

## Népesség
A település népességének változása:
| Lakosok száma | 65   | 48   | 22   | 32   | 32   | 29   | 25   | 23   | 22   | 24   |
|               | 1968 | 1982 | 1990 | 2006 | 2013 | 2015 | 2017 | 2019 | 2020 | 2022 |